# Rhytidoponera insularis
Rhytidoponera insularis (лат.) — вид мелких тропических муравьёв рода Rhytidoponera из подсемейства Ectatomminae. Эндемик Новой Каледонии. 

## Описание
Длина тела около 5 мм. Основная окраска тела коричневая (брюшко светлее); ноги, мандибулы и усики желтовато-коричневые. От близких видов отличается следующими признаками: отстоящие волоски тела редкие, брюшко светлее   темно-коричневых груди и головы, узелок петиоля узкий. Мандибулы блестящие. Усики рабочих 12-члениковые (13-члениковые у самцов). Жало развито. Гнездятся в почве. Рабочие фуражируют в наземном ярусе. Вид был впервые описан в 1984 году американским мирмекологом Филипом Уардом по материалам из Новой Каледонии. Относятся к комплексу видов Rhytidoponera pulchella.

## Распространение
Новая Каледония. На высотах от 5 до 10 м в прибрежных тропических лесах.